# Krabí mlhovina
Krabí mlhovina (M1, NGC 1952 či Taurus A) je emisní mlhovina, která se nachází v souhvězdí Býka. Poprvé ji pozoroval John Bevis v roce 1731. Je pozůstatkem supernovy SN 1054, kterou v roce 1054 pozorovali čínští a arabští astronomové. Vydává rentgenové a gama záření o energii vyšší než 30 keV a v tomto oboru je největším dlouhodobým zdrojem energie na obloze. Je vzdálená přes 6500 světelných let (2 kpc) od Země, měří 11 světelných let (3,4 pc) v průměru a zvětšuje se rychlostí asi 1500 kilometrů za sekundu. V centru mlhoviny se nachází Krabí pulsar, rotující neutronová hvězda s průměrem 28–30 km, která vydává pulzy záření ve frekvenci od záření gama po radiové vlny 30,2krát za sekundu. Je to nejsilnější známý přirozený elektronový urychlovač v Mléčné dráze.
Krabí mlhovina byla prvním astronomickým objektem, který byl rozpoznán jako pozůstatek supernovy. Je zdrojem radiace, jež slouží ke studiu vesmírných objektů, které mlhovinu zakrývají. V padesátých a šedesátých letech 20. století byla zmapována sluneční koróna pozorováním radiových vln Krabí mlhoviny, které jí procházely. V roce 2003 pak byla pomocí rentgenového záření pocházejícího z Krabí mlhoviny změřena hustota atmosféry Saturnova měsíce Titanu, který proud tohoto záření blokoval.

## Vznik
Vznikla ze supernovy SN 1054, kterou pozorovali čínští a arabští astronomové v roce 1054. Samotná mlhovina byla poprvé pozorována roku 1731 Johnem Bevisem. Nezávisle na tom ji roku 1758 znovuobjevil Charles Messier, zatímco pozoroval jasnou kometu. Umístil ji na první místo ve svém katalogu, ve kterém třídil objekty podobné kometám. William Parsons ji pozoroval ve čtyřicátých letech 19. století na hradu Birr a pojmenoval ji jako Krabí mlhovinu proto, že mu náčrtek, který namaloval, připomínal kraba.
Na začátku 20. století se pomocí analýzy obrázekgrafií pořízených v rozmezí několika let zjistilo, že se Krabí mlhovina zvětšuje. Sledování expanze pozpátku odhalilo, že na Zemi musela být vidět již před 900 lety. Historické záznamy ukázaly, že novou hvězdu, která byla vidět i přes den, zaznamenali ve stejné poloze na obloze čínští i arabští astronomové v roce 1054. Vzhledem ke své obrovské vzdálenosti musela být denní hvězda, kterou astronomové pozorovali, jedině velkou supernovou, explodující hvězdou, která vyčerpala své zásoby energie z termonukleární fúze a zhroutila se do sebe.
Analýza historických záznamů objevila, že supernova, z které vznikla Krabí mlhovina, se objevila v dubnu nebo na začátku května a v červenci dosáhla jasnosti mezi −7 až −4,5 hvězdné velikosti (takže byla po Měsíci nejjasnějším objektem na obloze). Po dobu dvou let od prvního pozorování ji šlo vidět pouhým okem. Díky záznamům z pozorování v roce 1054 se stala prvním astronomickým objektem, který je spojen s výbuchem supernovy.

## Fyzikální vlastnosti

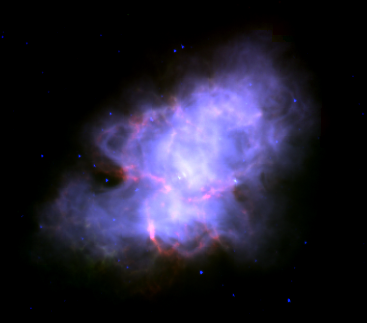
Infračervený snímek Krabí mlhoviny z Spitzerova vesmírného dalekohledu

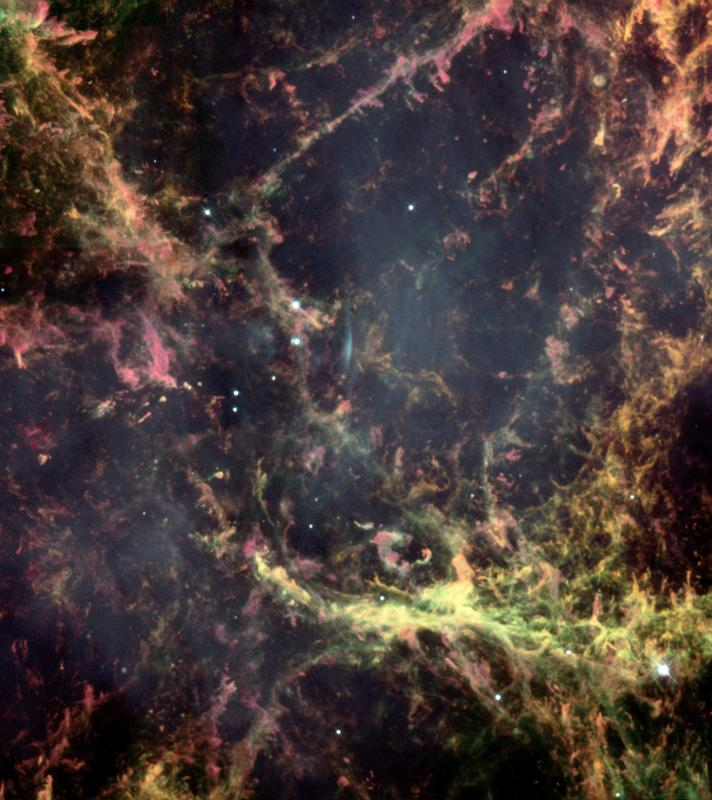
Snímek malé části Krabí mlhoviny pořízený Hubbleovým vesmírným dalekohledem.

V barevném spektru se Krabí mlhovina jeví jako oválné těleso plné vláken a je asi 6 úhlových minut dlouhá a 4 minuty široká (pro srovnání – úplněk má šířku 30 minut). Uprostřed ní se nachází velká modrá oblast. Předpokládá se, že mlhovina má ve třech rozměrech tvar protáhlého sferoidu. Vlákna jsou pozůstatky atmosféry předchozí hvězdy a skládají se většinou z ionizovaného helia a vodíku, ale i uhlíku, kyslíku, dusíku, železa, neonu a síry. Teplota těchto vláken se pohybuje většinou mezi 11 000 a 18 000 K a jejich hustota dosahuje 1300 částic/cm³.
V roce 1953 Josif Šklovskij přišel s teorií, že modrá oblast vzniká převážně synchrotronovým zářením, což je záření způsobené zakřivením dráhy elektronů, které se pohybují až polovinou rychlosti světla. O tři roky později tuto teorii ověřila pozorování. V šedesátých letech se zjistilo, že zakřivení drah elektronů způsobuje magnetické pole vytvářené neutronovou hvězdou ve středu mlhoviny.

### Vzdálenost
I když se Krabí mlhovině dostává velkého zájmu mezi astronomy, její vzdálenost od Země zatím není z důvodu nejasností ve správné metodě měření přesně určena. Snímky pořízené v rozmezí několika let ukázaly pomalé zvětšování mlhoviny a porovnáním tohoto úhlového zvětšení s jeho spektroskopicky určenou rychlostí růstu mohla být odhadnuta jeho vzdálenost. V roce 1973 analýza několika metod používaných k vypočítání vzdálenosti došla k závěru, že vzdálenost mlhoviny od Země je asi 6300 ly. V roce 2008 byla vzdálenost odhadnuta na 2,0 ± 0,5 kpc (6.5 ± 1.6 kly). V současné době se Krabí mlhovina zvětšuje rychlostí 1500 km/s a její nejdelší průměr je zhruba 13 ± 3 světelných let.
Pozorováním expanze mlhoviny pozpátku se zjistilo, že vznikla několik desítek let po roku 1054 a že rychlost expanze se od té doby zvětšila. Předpokládá se, že toto zrychlení má na svědomí energie z pulzaru, který zesiluje magnetické pole, které tlačí vlákna mlhoviny směrem od sebe.

### Hmotnost
Odhady hmotnosti mlhoviny jsou důležité pro určení hmotnosti předchozí supernovy. Hmotnost vláken mlhoviny (která se skládají z ionizovaných a neutrálních plynů, a to hlavně helia) je odhadnutá na 4,6 ± 1.8 M☉.

### Torus bohatý na helium
Jednou z mnoha částí Krabí mlhoviny je torus bohatý na helium, který je možné spatřit jako východozápadní pruh procházející přes oblast pulzaru. Skládá se asi z 95 % z helia a zatím se nepodařilo poskytnout vhodné vysvětlení jeho struktury.

## Centrální hvězda

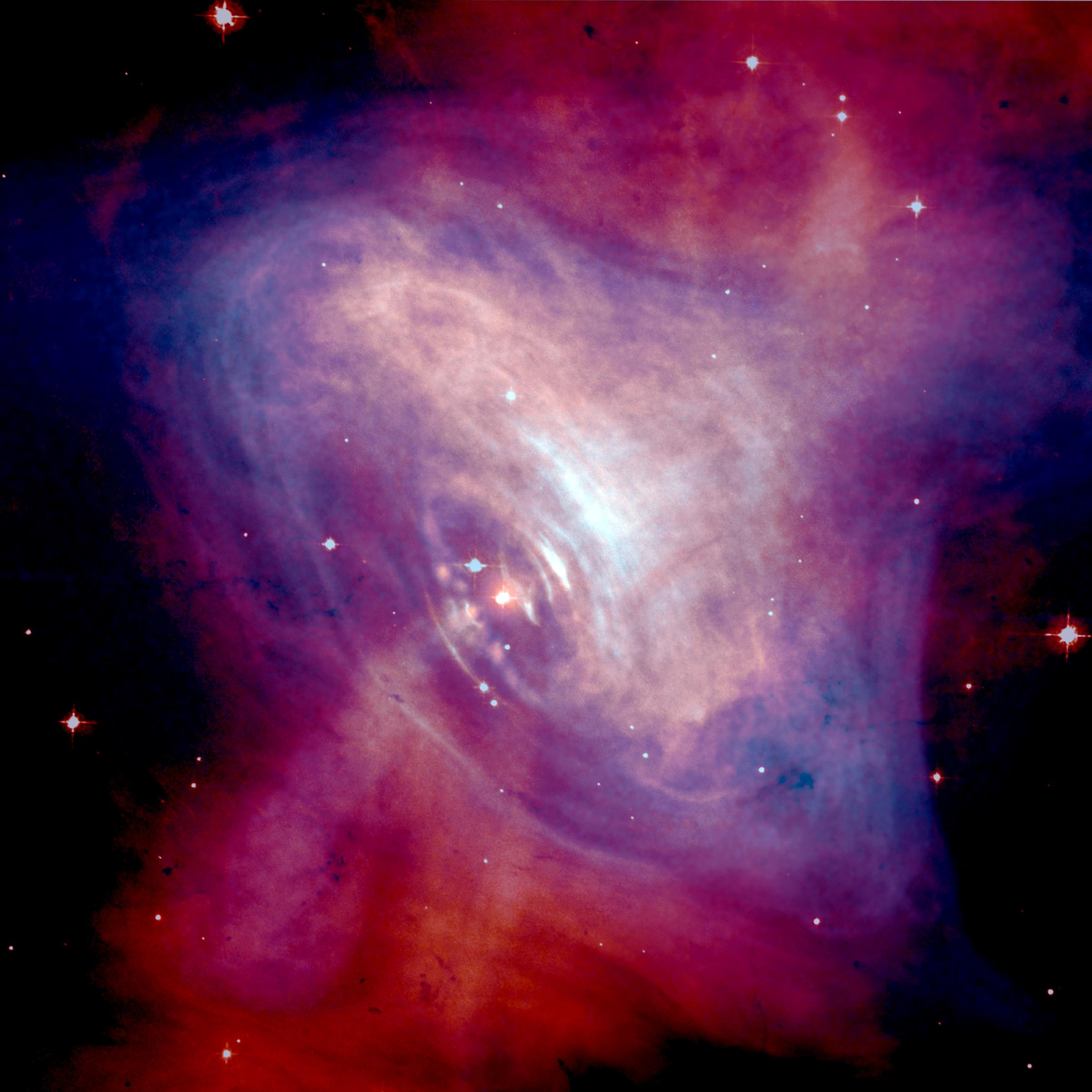
Krabí pulzar. Tento obrázek kombinuje optická data z Hubbleova vesmírného dalekohledu (červená barva) a snímky rentgenového záření z rentgenové observatoře Chandra (modrá barva).

Ve středu Krabí mlhoviny jsou dvě nejasné hvězdy, z nichž jedna má na svědomí existenci mlhoviny. To objevil v roce 1942 Rudolphem Minkowskim, který si všiml, že má velmi neobvyklé barevné spektrum. V roce 1949 se zjistilo, že oblast okolo hvězdy je silným zdrojem rádiového záření, v roce 1963 pak to, že je zdrojem i silného rentgenového záření, a v roce 1967 byla prohlášena za jeden z nejzářivějších objektů na obloze v oblasti gama záření. Poté se v roce 1968 zjistilo, že hvězda záření vydává v rychlých pulzech, a stala se tak jedním z prvních objevených pulsarů.
Pulsary jsou zdroje silného elektromagnetického záření, které vydávají v krátkých a pravidelných pulzech několikrát za sekundu. Při svém objevení v roce 1967 byly velkou záhadou, tým, který objevil první pulsar, dokonce uvažoval, že by to mohl být signál od vyspělé civilizace. Objev pulsaru uprostřed Krabí mlhoviny byl ale silným důkazem, že vznikají výbuchem supernovy. Dnes je vědci chápou jako rychle se otáčející neutronové hvězdy, jejichž silné magnetické pole soustřeďuje jejich záření do úzkých paprsků.
Krabí pulsar měří nejspíše 28–30 km v průměru a vydává pulzy záření každých 33 milisekund. Vlnová délka záření je v rozmezí od rádiových vln po rentgenové záření. Jako u všech izolovaných pulzarů se perioda jeho rotace postupně zmenšuje. Občas se tato perioda prudce změní, což je nejspíše způsobeno náhlými změnami uvnitř neutronové hvězdy. Energie vyloučená zpomalením pulsaru je obrovská a pohání vyzařování synchrotronní radiace Krabí mlhovinou, jejíž celkový zářivý výkon je asi 75 000krát větší než zářivý výkon Slunce.
Extrémní výkon pulzaru vytváří neobvykle dynamickou oblast ve středu Krabí mlhoviny. Většina astronomických těles se vyvíjí tak pomalu, že změny jsou vidět jen v rozmezí několika let, změny vnitřní části této mlhoviny jsou vidět každých několik dní.

## Původní hvězda

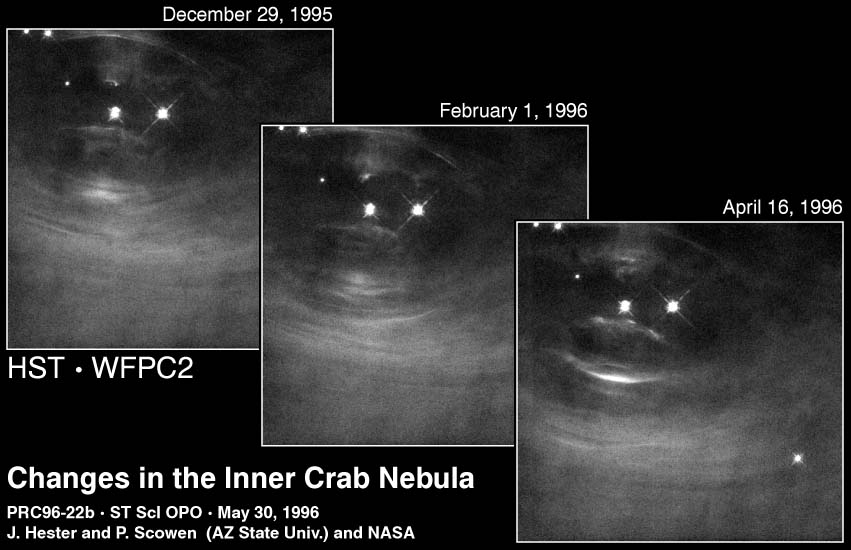
Tato sekvence snímků pořízených Hubbleovým vesmírným dalekohledem ukazuje vývoj uvnitř Krabí mlhoviny v rámci čtyř měsíců.

Supernova může vzniknout ze dvou typů hvězd: bílého trpaslíka nebo obrovské hvězdy. V supernově typu Ia bílý trpaslík shromažďuje hmotu z okolí, až nakonec dosáhne Chandrasekharovy meze a exploduje; v typu Ib a Ic a typu II původní velké hvězdě dojde palivo, takže nemůže provádět termonukleární fúzi, zhroutí se do sebe a dosáhne tak obrovské teploty, že exploduje. Přítomnost pulsaru v Krabí mlhovině znamená, že vznikla ze supernovy typu Ib, Ic nebo II, protože typ Ia pulsary nevytváří.
Teoretické modely explozí supernov naznačují, že hvězda, z které nakonec vznikla Krabí mlhovina, musela mít hmotnost mezi 9 a 11 M☉. Hvězdy s hmotností menší než 8 M☉ jsou nejspíše moc malé na to, aby daly vznik supernově, a místo toho vytvoří planetární mlhovinu. Naopak z hvězdy o hmotnosti větší než 12 M☉ by vznikla mlhovina s jiným chemickým složením, než má Krabí mlhovina.
Významný problém ve zkoumání Krabí mlhoviny je ten, že součet hmotnosti mlhoviny a pulsaru je mnohem menší než předpovídaná hmotnost původní hvězdy. Otázka, kam se poděla zbylá hmota, zatím není vyřešená. Hmotnost mlhoviny se odhaduje měřením vydaného světla a spočtením k tomu potřebné hmotnosti pomocí naměřené teploty a hustoty mlhoviny. Odhady jsou v rozmezí 1–5 sluneční hmotnosti a všeobecně se uznává hmotnost 2–3 M☉. Hmotnost neutronové hvězdy se odhaduje na něco mezi 1,4 a 2 M☉.
Převládající teorie pro vysvětlení chybějící hmotnosti je ta, že podstatnou část hmotnosti původní hvězdy odnesl hvězdný vítr před výbuchem supernovy. To by ale vytvořilo okolo mlhoviny „obal“, jehož existenci se zatím pomocí pozorování prokázat nepodařilo.

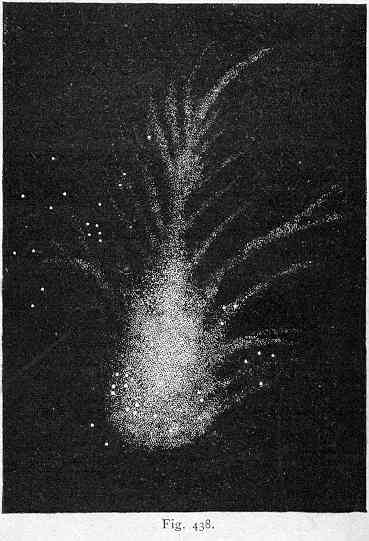
Takto William Parsons načrtl mlhovinu v roce 1844

## Přechody těles sluneční soustavy
Krabí mlhovina se nachází zhruba 1½° mimo rovinu ekliptiky. To znamená, že Měsíc – a občas nějaká planeta – přechází před mlhovinou nebo ji zakrývá. Slunce před ní nepřechází, ale její koróna ano. Tyto přechody a zákryty se využívají k analýze mlhoviny i těles, které před ní přecházejí, pozorováním změny záření vydávaném mlhovinou.
K mapování rentgenového záření Krabí mlhoviny se používají přechody Měsíce. Před spuštěním rentgenových dalekohledů, jako je rentgenová observatoř Chandra, měla rentgenová pozorování velmi malé úhlové rozlišení, ale když před mlhovinou přechází Měsíc, je její pozice známá velmi přesně, a tak se změny v záření mlhoviny dají použít k mapování rentgenového záření. Při prvním pozorování rentgenového záření Krabí mlhoviny se k určení přesné polohy jeho zdroje využil zákryt Měsícem.
Sluneční koróna projde před Krabí mlhovinou každý červen. Rozdíly v rádiovém záření mlhoviny při této události se používají k určení hustoty a struktury koróny. První pozorování prokázala, že koróna sahá do mnohem větší dálky, než se předtím myslelo. Pozdější pozorování objevila v koróně místa s výrazně odlišnými hustotami.
Výjimečně před Krabí mlhovinou přejde Saturn. V roce 2003 se tak stalo poprvé od posledního přechodu v roce 1296, k dalšímu dojde až v roce 2267. Vědci použili rentgenovou observatoř Chandra k pozorování Saturnova měsíce Titanu, když přecházel před mlhovinou. Objevili, že „stín“ Titanova rentgenového záření je větší, než jeho pevný povrch, a to v důsledku pohlcování rentgenového záření jeho atmosférou. Tato pozorování ukázala, že výška Titanovy atmosféry je 880 km. Přechod samotného Titanu nebylo možné pozorovat, protože Chandra zrovna prolétávala Van Allenovými pásy.